# AirMech
AirMech est un jeu vidéo édité et développé par Carbon Games sur PC.
Il est sorti le 9 novembre 2012 sur PC en téléchargement puis il est également disponible sur Xbox 360 sur les plateformes de téléchargement
Le portage de la version Xbox 360 est disponible depuis le 30 juillet 2014 et se nomme AirMech Arena. Le jeu a été adapté afin que l'on puisse jouer avec la manette de la Xbox 360. Cette version est toujours développée par Carbon Games mais elle est éditée par Ubisoft.
AirMech est un jeu de stratégie et d'action Free to play reprenant différents éléments de MOBA.
Le jeu a été annoncé lors de la PAX Prime 2011 le 26 août et il était destiné à être un remake moderne de Herzog Zwei.

## Système de jeu
Le joueur se retrouve aux commandes d'un Mecha possédant de multiples capacités telles que se transformer en soucoupes volantes, avions ou encore hélicoptères. L'objectif est de détruire la base ennemie tout en démolissant les avant-postes sur son passage. Chaque AirMech possède des compétences qui lui sont propres, ces attributs peuvent être débloqués en utilisant une certaine quantité de crédits récupérés durant la partie. Mais la barre énergétique symbolise une limite à l'utilisation des pouvoirs et d'actions. Le Mecha peut également déplacer ses troupes.
Ces troupes doivent être recrutées par le joueur et elles mettent un certain temps à apparaître. Les bases capturées offrent la possibilité au joueur de récupérer ses unités mais aussi de la vie ou de l'énergie. On peut donc invoquer des tanks, des hélicoptères ou encore des soldats divers et variés. Le joueur a donc la possibilité de placer ses soldats sur le front ou en défense afin de protéger sa propre base.
Au cours des parties, le joueur gagne de l'expérience ainsi que des kudos qui lui permettront de s'acheter des améliorations dans le jeu. On peut donc acheter de nouvelles troupes, des accessoires pour son Mecha ou des bonus. On peut également acheter tout cela grâce à de l'argent réel.

## Contenu
AirMech propose 9 Airmech avec des options de personnalisation pour chacun, soit esthétiques soit en rapport avec ses capacités et ses performances.
Il y a également 10 cartes différentes présentes dans le jeu.

### Modes de Jeu
Il existe divers modes de jeu tels que :
- Le Mode Entraînement qui permet au joueur de se préparer et d'essayer de nouvelles combinaisons.
- Le Mode Escarmouche qui est un mode solo où l'on fait des parties en 1vs1, 2vs2 ou 3vs3. Dans ce mode, le but est de capturer la base ennemie du ou des joueurs adverses.
- Le Mode Survie où l'on doit résister aux vagues ennemies le plus longtemps possible.
- Le Mode Défi où le joueur doit accomplir certains challenges.
- Le Mode Multijoueur où l'on affronte des adversaires en ligne en mode compétitif mais il existe le mode Coopération où des joueurs doivent coopérer pour vaincre les IA.

## Accueil
Certaines notes, se trouvant dans le tableau, peuvent correspondre à des tests du portage sur la Xbox 360.
AirMech reçut des critiques globalement positives. Il a été très apprécié pour son concept de jeu original étant donné qu'il mélange divers types de jeu et pour son contenu ainsi que sa jouabilité. De plus, le portage sur la Xbox 360 a permis de jouer avec un pad, ce qui permet de jouer de différentes façons sur la version PC.
Il est comparé à Herzog Zwei car il en reprend les mécaniques de jeu.